# Ligyrus cuniculus
Ligyrus cuniculus är en skalbaggsart som beskrevs av Fabricius 1801. Ligyrus cuniculus ingår i släktet Ligyrus och familjen Dynastidae. Inga underarter finns listade i Catalogue of Life.